# Diamond (Album)
Diamond ist das vierte Studioalbum der US-amerikanischen Hardcore-Band Stick to Your Guns, das am 27. März 2012 über Sumerian Records veröffentlicht wurde.
Produziert wurde das Album von Descendents-Musiker Bill Stevenson, gemeinsam mit Andrew Berlin. Jason Livermoore zeigte sich für das Mixing und Mastering verantwortlich, während Chris Beeble zusammen mit Berlin und Stevenson das Engineering übernahm. Aufgenommen wurde das Album im Blasting Room in Fort Collins, Colorado.
Die Standardversion des Albums umfasst zwölf Titel, während die limitierte Version zwei Bonustitel aufweist. Zum zehnjährigen Bandjubiläum wurde das Werk mit einem zusätzlichen fünfzehnten Lied exklusiv auf Vinyl neu aufgelegt, die lediglich während der Fuck the Message Tour zu kaufen war.
Als Hauptsingle wurde We Still Believe veröffentlicht, zu dem zwei Musikvideos existieren. Weitere vorab veröffentlichte Lieder sind Bringing You Down (A New World Overthrow) und Against Them All. Als Gastmusiker wirkte Karl Schwartz von First Blood mit. Diamond ist das erste Album der Band das eine Notierung in den US-amerikanischen Albumcharts erreichen konnte. Außerdem erhielt das Album eine Auszeichnung bei den Independent Music Awards für das beste Hardcore/Metal-Album im Jahr 2013.

## Hintergrund
Das Album wurde von Bill Stevenson und Andrew Berlin produziert, während Andrew Livermoore das Mixing und Mastering übernahm. Chris Beeble zeigte sich neben Stevenson und Berlin für das Engineering verantwortlich. Stevenson und Berlin produzierten bereits das 2010 veröffentlichte The Hope Division der Band. Das Album wurde im Blasting Room in Fort Collins im Bundesstaat Colorado eingespielt.
Das Album wurde am 21. November 2011 mit der Veröffentlichung des Stückes Bringing You Down (A New World Overthrow), welches durch die Occupy-Wall-Street-Bewegung inspiriert wurde, erstmals angekündigt. Dieses Lied wurde für das Album neu eingespielt. Am 10. Februar 2012 wurde das Album in einem Trailer auf der Videoplattform YouTube für den 27. März 2012 angekündigt. Sechs Tage vor der Veröffentlichung des Albums wurde mit We Still Believe die Hauptsingle der Öffentlichkeit präsentiert. Am Tag der Albumherausgabe wurde ein Musikvideo für eine Akustikversion des Liedes We Still Believe herausgegeben. Bereits am 14. März wurde mit Empty Heads ein neues Lied vorgestellt.
Anfang April, eine Woche nach dem das Album veröffentlicht wurde, veröffentlichte die Band ein Musikvideo zum Lied Against Them All. Zum zehnjährigen Bestehen der Band wurde das Album als Decade Edition mit einem zusätzlichen fünfzehnten Track exklusiv auf Vinyl gepresst und auf 1,000 Einheiten limitiert. Diese wurde lediglich während der Fuck the Messenger Tour der Band verkauft; später erschien die Decade Edition auf digitaler Ebene.
Diamond ist das erste Album, bei dem Josh James an der E-Gitarre zu hören ist. Im Album sind, wie bereits auf dem Vorgänger The Hope Division aus dem Jahr 2010 vereinzelt Zitate des indischen Philosophen Jiddu Krishnamurti zu hören.

## Titelliste
| #   | Titel                 | Komponist(en) | Länge | Anmerkungen                                                              |
| --- | --------------------- | ------------- | ----- | ------------------------------------------------------------------------ |
| 1.  | Diamond               |               | 2:25  | • Jake Pappas: Cello                                                     |
| 2.  | Against Them All      |               | 3:18  | • Musikvideo                                                             |
| 3.  | Such Pain             |               | 2:38  |                                                                          |
| 4.  | The Bond              |               | 2:37  |                                                                          |
| 5.  | We Still Believe      |               | 3:34  | • 1. Single • Musikvideo                                                 |
| 6.  | Ring Loud (Last Hope) |               | 2:59  | • Jake Pappas: Cello • Maddie Stevenson: Gesang • Nicole Dunn: Gesang    |
| 7.  | Empty Heads           |               | 2:55  |                                                                          |
| 8.  | Beyond the Sun        |               | 4:17  |                                                                          |
| 9.  | Life in a Box         |               | 1:29  |                                                                          |
| 10. | Bringing You Down     |               | 3:52  | • feat. Karl Schwartz                                                    |
| 11. | D(I AM)OND            |               | 1:45  |                                                                          |
| 12. | Build Upon the Sand   |               | 2:44  | • Jake Pappas: Cello                                                     |
| 13. | Just Like Me          |               | 3:04  | • Bonustitel Deluxe Version • Bonustitel Decade Edition                  |
| 14. | We Still Believe      |               | 3:55  | • Bonustitel Deluxe Version • Bonustitel Decade Edition • Akustikversion |
| 15. | I Resist              |               | 1:39  | • Bonustitel Decade Edition                                              |

## Promotion
Neben den Herausgaben einer Hauptsingle und diverser Lieder mitsamt Musikvideos verbrachte die Gruppe exzessiv auf Tournee. Die Gruppe startete im Sommer mit einer Europatournee, die von Evergreen Terrace begleitet wurde. Dabei spielte die Band erstmals auf dem With Full Force. Im Oktober und November 2012 war die Band Teil der Never Say Die! Tour, der unter anderem auch We Came as Romans, Blessthefall, The Browning und Obey the Brave angehörten.
Im März und April des Jahres 2013 waren Stick to Your Guns als Special Guest auf der „Get What You Give Tour“ von The Ghost Inside, die außerdem von Stray from the Path begleitet wurde, unterwegs. Direkt im Anschluss folgte eine Europatour mit The Haverbrook Disaster, Hundredth und First Blood. Den Sommer verbrachte die Gruppe auf der kompletten Warped Tour. Anfang Oktober folgten die ersten Konzerte in Südamerika, die in Kolumbien und Brasilien stattfanden. Ende 2013 spielte die Band im Vorprogramm von The Amity Affliction in Australien.
Im Juni und Juli des Jahres 2014 absolvierten Stick to Your Guns eine mehrwöchige Europatournee, wobei die Musiker erstmals in Bulgarien, Rumänien, Bosnien und Kroatien spielten. Im Laufe dieser Tournee war die Band auf mehreren mittleren und großen Musikfestivals in Europa, darunter dem Vainstream Rockfest, dem Hellfest, dem Summerblast, dem With Full Force und dem Traffic Jam Open Air zu sehen. Im August folgte eine kleine Tournee durch die Vereinigten Staaten mit der Deathcore-Band Whitechapel. Im November des gleichen Jahres war die Gruppe neben Terror, More Than a Thousand, Comeback Kid, No Bragging Rights und Capsize Teil der Never Say Die! Tour, die abermals in Europa ausgetragen wurde.

## Pressestimmen
Sebastian Berning von Powermetal.de schreibt, dass Stick to Your Guns auf Diamond wie eine moderne Version von Boysetsfire klinge. Trotz der weiter ausgebauten Melodik bleibe die Gruppe ihrem Sound treu. Das Album klingt düsterer und erwachsener. Der Kritiker fühlt sich an Rise Against oder eben Boysetsfire erinnert. David Micken vom Ox-Fanzine bemängelt, dass das Album relativ konzeptlos sei. Auch kritisiert er eine Unstimmigkeit im Stück Ring Loud (Last Hope) welches laut Micken furios beginnt, aber mit einem deplatzierten Gesangsduett abgeschlossen wird. Textlich üben die Musiker Kritik am Kapitalismus, wenden sich gegen Homophobie und häusliche Gewalt. Der Rezensent hebt lobend hervor, dass sich der Sänger weiter von seinem seelenlosen Klargesang entfernt und sich einem organischen Sound annähert. Auch Micken zieht musikalische Vergleiche mit Rise Against und prophezeit, dass Bringing You Down zu einer der neuen Club-Hymnen avancieren könnte. Robert Fröwein von Stormbringer.at beschreibt das Album als alles in allem gelungenen Album, stellt jedoch die Frage, ob die Gruppe in der Zukunft in der Lage sei, ihre Fans zu halten.

## Erfolg
Diamond ist das erste Album, das eine Notierung in den US-amerikanischen Albumcharts erreichen konnte. Dort stieg das Album in der Woche des 14. April 2012 auf Platz 116 ein und hielt sich insgesamt eine Woche lang in der Bestenliste auf.
| Charts             | Höchstplatzierung | Wochen |
| ------------------ | ----------------- | ------ |
| Vereinigte Staaten | 116               | 1      |

Bei den zwölften Independent Music Awards wurde Diamond im Jahr 2013 in der Kategorie Bestes Hardcore/Metal-Album ausgezeichnet.